# Paraborboropactus
Paraborboropactus là một chi nhện trong họ Thomisidae.